# Conferencia Mundial de la Alimentación
La primera Conferencia Mundial de la Alimentación fue convocada en Roma entre el 5 y el 16 de noviembre de 1974 por la Asamblea General de las Naciones Unidas bajo los auspicios de la FAO a raíz de la devastadora hambruna que azotaba Bangladés. La conferencia fue presidida por el agrónomo y político egipcio Sayed Marei.

## Desarrollo
Fue particularmente notable el discurso que pronunció el entonces secretario de Estado de los Estados Unidos Henry Kissinger, que terminó así:

Hoy debemos proclamar un objetivo valiente: que en la próxima década ningún niño se irá a la cama con hambre, que ninguna familia temerá por el pan del día siguiente y que ningún ser humano verá mermados su futuro y su capacidad por la malnutrición.

En la Declaración Universal sobre la Erradicación del Hambre y la Malnutrición, los gobiernos representados en la Conferencia Mundial de los Alimentos proclamaron que «[t]odos los hombres, mujeres y niños tienen el derecho inalienable a no padecer de hambre y malnutrición a fin de poder desarrollarse plenamente y conservar sus capacidades físicas y mentales».

## Legado

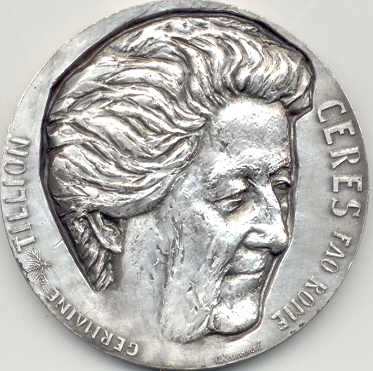
Anverso de la medalla Ceres de la FAO, con la imagen de Germaine Tillion.

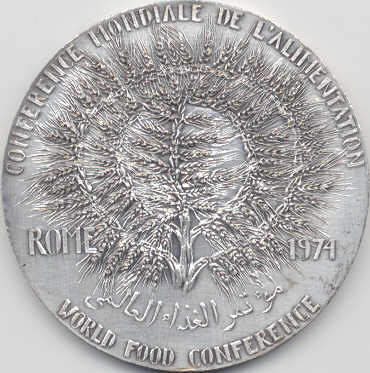
Reverso de la medalla Ceres de la FAO

La FAO conmemoró esta conferencia con la emisión de una medalla Ceres con la imagen de Germaine Tillion.